# Новоандріївка (Покровський район)
Новоандрі́ївка — село Покровської міської громади Покровського району Донецької області, в Україні. Населення становить 65 осіб.

## Загальні відомості
Відстань до райцентру становить близько 28 км і проходить автошляхом Т 0515. Землі Новоандріївки межують із територією села Андріївка Великоновосілківського району Донецької області.

## Населення
За даними перепису 2001 року населення села становило 65 осіб, із них 90,77 % зазначили рідною мову українську, 7,69 % — російську та 1,54 % — молдовську мову.